# Хлопуново (станция)
Хлопуново — станция (населённый пункт) в Шипуновском районе Алтайского края. Входит в состав Хлопуновского сельсовета.

## История
Основана в 1929 году как разъезд № 29.

## Население
| 1997 | 1998 | 1999 | 2000 | 2001 | 2002 |
| ---- | ---- | ---- | ---- | ---- | ---- |
| 164  | ↘58  | ↗166 | ↘151 | ↘144 | ↘127 |
| 2003 | 2004 | 2005 | 2006 | 2007 | 2008 |
| →127 | ↗128 | →128 | ↘109 | ↘101 | →101 |
| 2009 | 2010 | 2011 | 2012 | 2013 |      |
| ↘87  | ↗247 | ↘90  | ↘89  | ↗91  |      |

### Национальный состав
Согласно результатам переписи 2002 года, в национальной структуре населения русские составляли 97 %.